# 제이티 르로이
《제이티 르로이》(영어: JT Leroy)는 미국, 캐나다, 영국에서 제작된 저스틴 켈리 감독의 2018년 전기 드라마 영화이다. 서배너 크누프의 자서전 〈Girl Boy Girl: How I Became JT Leroy〉(→걸 보이 걸: 나는 어떻게 JT 르로이가 되었는가)에 바탕하였다. 크리스틴 스튜어트, 로라 던, 디아네 크루거, 짐 스터지스 등이 출연했다.
2018년 9월 15일 제43회 토론토 국제 영화제에서 처음 공개됐고, 이듬해인 2019년 4월 26일 미국 극장에서 개봉했다. 대한민국에서는 2021년 1월 21일 개봉되었다.

## 줄거리
서배너 크누프는 6년 동안 작가 로라 앨버트의 문학적 자아인 “JT 르로이” 행세를 하고 다닌다.

## 출연진
- 로라 던 - 로라 앨버트 역
- 크리스틴 스튜어트 - 서배너 크누프 역
- 디아네 크루거 - 에바 아블랭 역[1]
- 짐 스터지스 - 제프리 크누프 역
- 켈빈 해리슨 주니어 - 숀 역
- 코트니 러브 - 사샤 역
- 제임스 재거 - 벤 역
- 데이브 브라운 - 브루스 역

## 기타 제작진
- 라인 제작: 론다 베이커
- 미술: 장앙드레 카리에르
- 세트: 세라 매커든